# Jesse Eugenio Mercado
Jesse Eugenio Mercado (Caloocan, 6 de junho de 1951) é um ministro filipino e bispo católico romano de Parañaque.
Jesse Eugenio Mercado frequentou a Escola São José. Ele então estudou filosofia e teologia católica no Seminário de San Jose. Em 19 de março de 1977, Mercado recebeu o Sacramento da Ordem para a Arquidiocese de Manila do Arcebispo de Manila, Jaime Lachica Sin.
Depois de servir brevemente como vigário paroquial da paróquia de San Isidro em Pasay em 1977, Jesse Eugenio Mercado tornou-se diretor espiritual do Seminário San Pablo na cidade de Baguio. De 1979 a 1981 foi diretor do Seminário Menor de San Carlos na cidade de Makati. Em 1981 Mercado foi enviado a Roma para continuar seus estudos, onde obteve uma licenciatura em Teologia Espiritual pela Pontifícia Universidade de São Tomás de Aquino em 1984. Depois de retornar à sua terra natal, lecionou no seminário de San Carlos. De 1988 a 1994, Jesse Eugenio Mercado serviu como Regente do Seminário dos Santos Apóstolos na cidade de Makati e Secretário da Comissão de Seminários da Conferência Episcopal das Filipinas. Em 17 de abril de 1989, o Papa João Paulo II concedeu-lhe o título honorário de Capelão Papal Honorário. Em 1994, Mercado tornou-se reitor do Pontifício Colégio Filipino em Roma.
Em 25 de fevereiro de 1997, o Papa João Paulo II o nomeou Bispo Titular de Talaptula e o nomeou Bispo Auxiliar de Manila. O Arcebispo de Manila, Jaime Lachica Sin, o consagrou em 31 de março do mesmo ano na Catedral de Manila; Os co-consagradores foram os bispos auxiliares de Manila, Teodoro Buhain e Teodoro Bacani. Seu lema Confirma fratres tuos (“Fortalece seus irmãos!”) vem de Lc 22.32 EU. De 26 de outubro de 2002 a 22 de janeiro de 2003, Jesse Eugenio Mercado foi também Administrador Apostólico de Antipolo.
João Paulo II o nomeou primeiro bispo de Parañaque em 7 de dezembro de 2002.A inauguração ocorreu em 28 de janeiro de 2003. Na Conferência Episcopal das Filipinas, Jesse Eugenio Mercado também foi presidente da Comissão para os Leigos de agosto de 2009 a dezembro de 2015.